# Vilagarcía de Arousa (Gerichtsbezirk)
Der Gerichtsbezirk Vilagarcía de Arousa ist einer der 13 Gerichtsbezirke in der Provinz Pontevedra.
Der Bezirk umfasst 4 Gemeinden auf einer Fläche von 114,25 km² mit dem Hauptquartier in Vilagarcía de Arousa.

## Gemeinden
| Gemeinde                            | Einwohner (2024) | Fläche km² | Dichte Einw./km² | Cod INE | Postleitzahl |
| ----------------------------------- | ---------------- | ---------- | ---------------- | ------- | ------------ |
| Catoira                             | 3.268            | 29,44      | 111              | 36010   | 36612        |
| A Illa de Arousa                    | 4.849            | 6,92       | 701              | 36901   | 36626        |
| Vilagarcía de Arousa                | 37.761           | 44,24      | 854              | 36060   | 36600        |
| Vilanova de Arousa                  | 10.225           | 33,65      | 304              | 36061   | 36620        |
| Gerichtsbezirk Vilagarcía de Arousa | 56.103           | 114,25     | 491              | –       | –            |